# Karamken
Karamken (russisch Карамке́н) ist eine Siedlung in der Oblast Magadan (Russland) mit 3 Einwohnern (Stand 1. Oktober 2021).

## Geographie
Das Ortsgebiet liegt etwa 75 km Luftlinie nordnordöstlich des Oblastverwaltungszentrums Magadan im sich in der Umgebung auf gut 1400 m erhebenden Kolymagebirge am linken Ufer des Chassyn.
Karamken gehört seit 2015 zum Rajon Chassynski und befindet sich 14 km nordöstlich von dessen Verwaltungszentrum Palatka.

## Geschichte
Der Ort entstand in den 1930er-Jahren im Zusammenhang mit dem Bau der Kolymatrasse.
Nachdem 1964 in der Nähe eine Gold- und Silbererzlagerstätte entdeckt worden war, begann man 1971 oberhalb des Ortes mit der Errichtung einer Erzanreicherungsfabrik. 1974 erhielt Karamken den Status einer Siedlung städtischen Typs. Nach der völligen Erschöpfung der Erzvorkommen wurde das ortsbildende Unternehmen 1995 geschlossen, worauf ein Großteil der Einwohner die Siedlung verließ.
Seit 2012 war Karamken wieder ländliche Siedlung, nachdem die aus Meldedaten berechnete Einwohnerzahl Anfang 2012 auf 60 zurückgegangen war. Die Siedlung war auch Sitz und einzige Ortschaft der Stadtgemeinde (gorodskoje posselenije) und ab 2012 der Landgemeinde (selskoje posselenije) Possjolok Karamken. Die verbliebenen Einwohner wurden bis 2014 abgesiedelt, somit wurde die bereits seit 2006 geplante Auflösung durchgeführt und der Ort faktisch zur Geisterstadt.
Ab 2017 siedelten sich wieder einige Bewohner an (zwischenzeitlich bis zu acht), die private Landwirtschaft betreiben.

### Bevölkerungsentwicklung
| Jahr | Einwohner |
| ---- | --------- |
| 1979 | 3924      |
| 1989 | 3589      |
| 2002 | 745       |
| 2010 | 336       |
| 2021 | 3         |

Anmerkung: Volkszählungsdaten

## Verkehr
Karamken liegt an der Fernstraße R504 Kolyma, die Magadan mit Nischni Bestjach bei Jakutsk verbindet.